# José Antonio Manso de Velasco
José Antonio Manso de Velasco y Sánchez de Samaniego, conde de Superunda, španski plemič, vojskovodja in državnik, * 1688, Torrecilla en Cameros, † 6. maj 1767, Granada.
Velasco je bil kraljevi guverner Čila (november 1737 - junij 1744) in podkralj Peruja (1745 - 12. oktober 1761.